# NGC 2850
NGC 2850 é uma galáxia lenticular (S0) localizada na direcção da constelação de Hydra. Possui uma declinação de -04° 56' 22" e uma ascensão recta de 9 horas, 20 minutos e 56,9 segundos.
A galáxia NGC 2850 foi descoberta em 22 de Março de 1882 por Édouard Jean-Marie Stephan.